# Нарынская область
Нары́нская область (кирг. Нарын облусу) находится в центральной части Кыргызстана. Занимает долины и склоны гор Внутреннего Тянь-Шаня и является самым крупным регионом в стране.

## История
Образована Указом Президиума Верховного Совета СССР от 21 ноября 1939 года как Тянь-Шанская область с центром в городе Нарын. Первоначально включала 6 районов (Ак-Талинский, Ат-Башинский, Джумгальский, Кочкорский, Нарынский и Тогуз-Тороузский) и город областного подчинения Нарын. В 1944 году были образованы Куланакский и Чолпонский районы (упразднены в 1958 и 1956 годах соответственно).
30 декабря 1962 года Тянь-Шанская область была упразднена . Районы, составлявшие область, перешли в непосредственное подчинение Киргизской ССР. При этом были упразднены Джумгальский и Тогуз-Тороузский районы.
Снова образована под нынешним именем 11 декабря 1970 года в составе города Нарына и районов Ак-Талинского, Ат-Башинского, Джумгальского, Кочкорского, Тогуз-Тороузского и Тянь-Шаньского. 5 октября 1988 года при укрупнении территориального деления Киргизской ССР объединена с Иссык-Кульской областью под названием последней. При этом Тогуз-Тороуский район передан в состав Ошской области.
14 декабря 1990 года в соответствии с законом Киргизской ССР «О совершенствовании областного деления Киргизской ССР и образовании новых областей» снова выделена как отдельная Нарынская область.
6 марта 1992 года из Суусамырского сельского совета Джумгальского района образован Суусамырский район (с центром в селе Суусамыр), который уже через 2 года — 28 мая 1994 года передан в состав Чуйской области.
24 июня 2004 года Тяньшаньский район переименован в Нарынский, а областной центр — город Нарын выведен из состава Нарынского района в областное подчинение.

## Административно-территориальное деление
Нарынская область состоит из 5 районов и 1 города областного подчинения:
- Ак-Талинский район (административный центр — с. Баетово);
- Ат-Башинский район (административный центр — с. Ат-Баши);
- Жумгальский район (административный центр — с. Чаек);
- Кочкорский район (административный центр — с. Кочкорка);
- Нарынский район (административный центр — г. Нарын);
- город Нарын.

## Население
Нарынская область — регион традиционного проживания киргизов (см. тюркские народы), всегда составлявших здесь абсолютное большинство населения после своего переселения с Алтая и Енисея в XV —XVIII веках.
По данным переписи 1999 года, в области проживали 251 000 жителей (262 100 в 2011 году) — 5 % населения страны. Это одна из самых высокогорных областей страны с низкой плотностью населения. Для области характерны высокая рождаемость, низкая смертность, высокий естественный прирост и высокий уровень эмиграции.

## Национальный состав
|          | Численность в 1989 году | %       | Численность в 1999 году | %       | Численность в 2009 году | %       |
| -------- | ----------------------- | ------- | ----------------------- | ------- | ----------------------- | ------- |
| всего    | 247 931                 | 100,00% | 249 115                 | 100,00% | 257 768                 | 100,00% |
| Киргизы  | 240 726                 | 97,09%  | 245 924                 | 98,72%  | 255 799                 | 99,24%  |
| Узбеки   | 1 345                   | 0,54%   | 863                     | 0,35%   | 568                     | 0,22%   |
| Дунгане  | 492                     | 0,20%   | 399                     | 0,16%   | 429                     | 0,17%   |
| Уйгуры   | 609                     | 0,25%   | 527                     | 0,21%   | 339                     | 0,13%   |
| Казахи   | 470                     | 0,19%   | 294                     | 0,12%   | 215                     | 0,08%   |
| Русские  | 2 919                   | 1,18%   | 647                     | 0,26%   | 157                     | 0,06%   |
| Татары   | 406                     | 0,16%   | 252                     | 0,10%   | 153                     | 0,06%   |
| Украинцы | 362                     | 0,15%   | 63                      | 0,03%   | 23                      | 0,01%   |
| Турки    | 2                       | 0,00%   | 30                      | 0,01%   | 15                      | 0,01%   |
| Туркмены | 31                      | 0,01%   | 16                      | 0,01%   | 12                      | 0,00%   |
| Башкиры  | 34                      | 0,01%   | 14                      | 0,01%   | 8                       | 0,00%   |
| Немцы    | 68                      | 0,03%   | 19                      | 0,01%   | 2                       | 0,00%   |
| другие   | 467                     | 0,19%   | 67                      | 0,03%   | 48                      | 0,02%   |

## Известные люди

### В области родились
- Омуралиев Кенжебек Байжанович — борец вольного стиля, призёр чемпионата мира, чемпион СССР, победитель Летней Спартакиады народов СССР 1991 года, бронзовый призёр Чемпионата СССР, двукратный чемпион Европы среди юниоров. Признан лучшим борцом Кыргызстана XX века, признавался лучшим главным тренером страны 1998—2004 годах. Является мастером спорта международного класса СССР(1985), заслуженным мастером спорта Кыргызской Республики(1994), заслуженным тренером КР(1999). Имеет звание «Отличник физической культуры и спорта КР». Награждён Почётной грамотой Президента КР..
- Чолпонбек Базарбаев (1949—2002) — артист балета, народный артист СССР (1982)
- Муратбек Рыскулов (1909—1974) — актёр театра и кино, народный артист СССР (1958)
- Калый Молдобасанов (1929—2006) — композитор, дирижёр, народный артист СССР (1979)
- Карпек Курманов (1928 г.р.) — доктор юридических наук, профессор, заслуженный деятель науки КР, кавалер ордена «Манас»
- Леонид Плющ (1939—2015) —  украинский математик, публицист, советский диссидент, участник правозащитного движения в СССР, член Инициативной группы по защите прав человека в СССР.

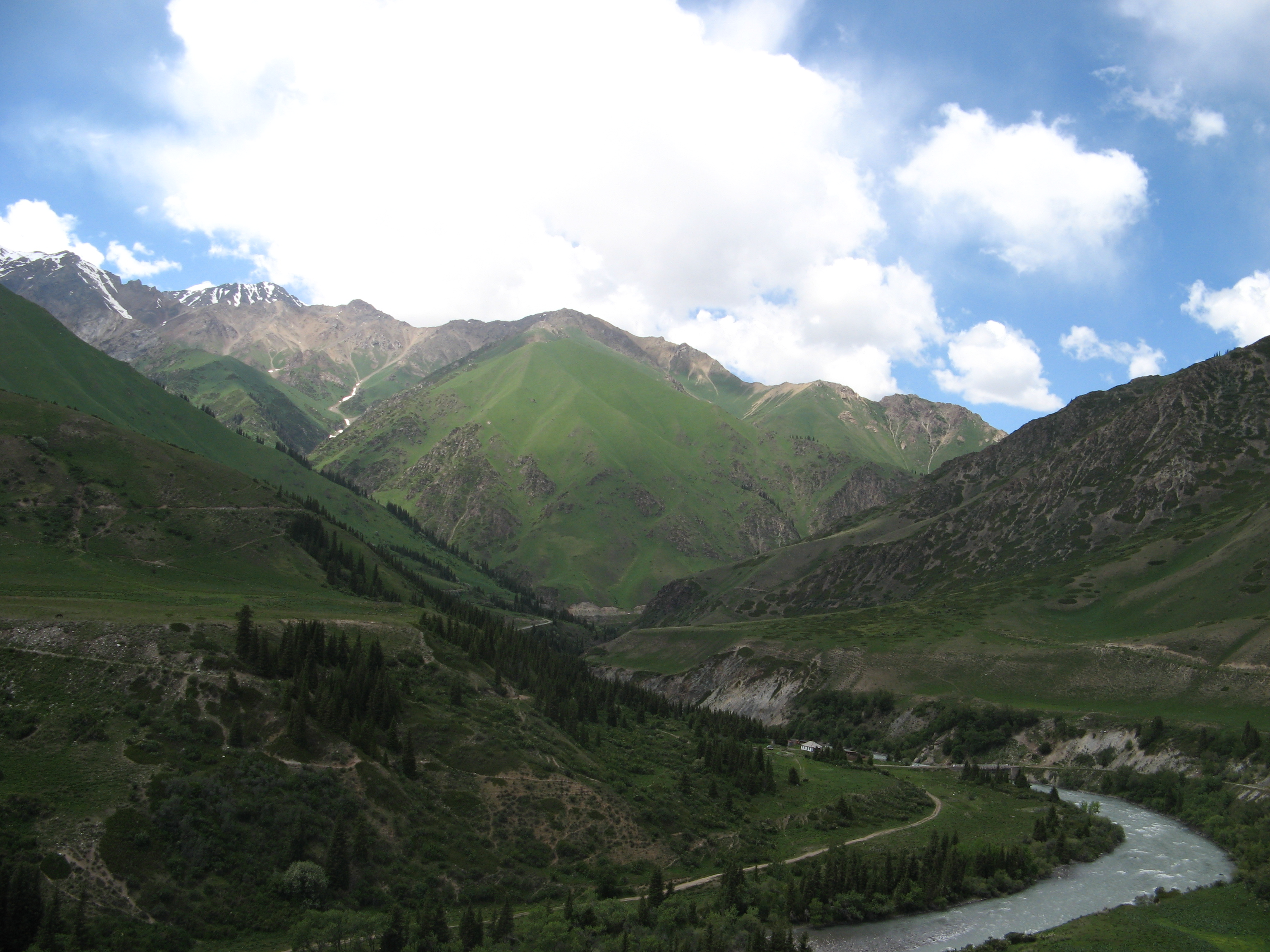
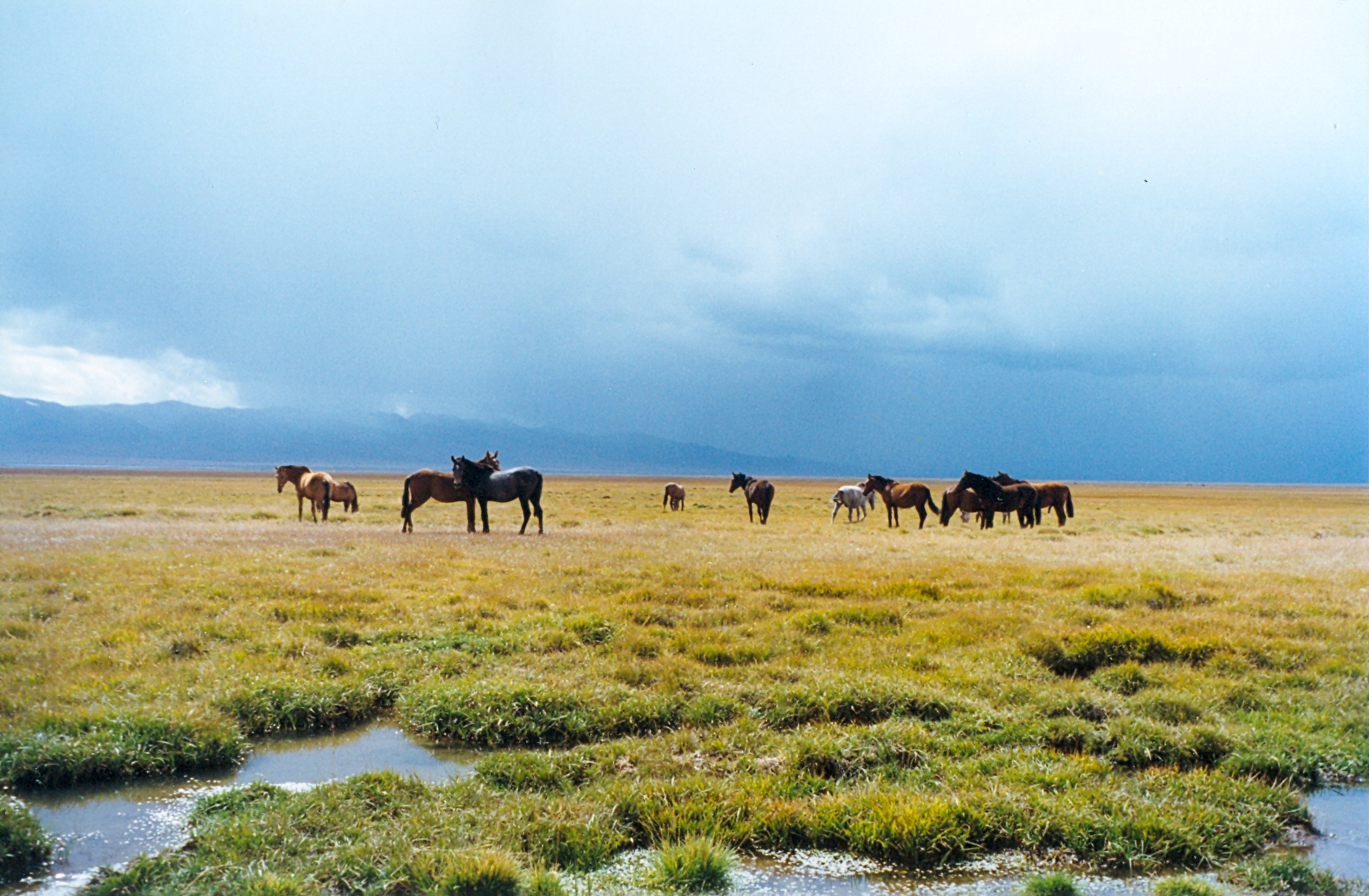
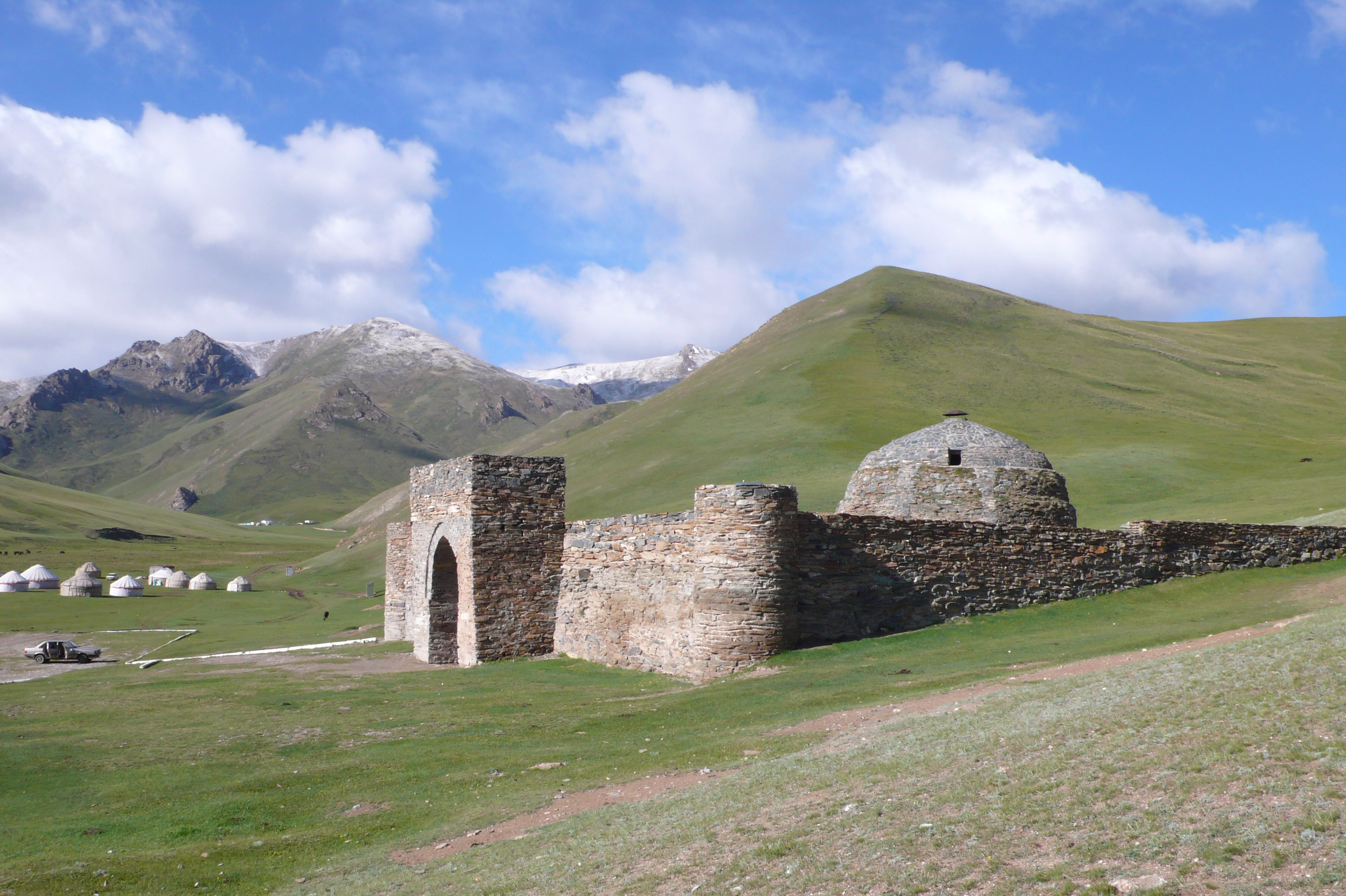
Таш-Рабат